# ایهور لیتوفکا
ایهور لیتوفکا (اوکراینی: Ігор Юрійович Литовка؛ زادهٔ ۵ ژوئن ۱۹۸۸) بازیکن فوتبال اهل اوکراین است.
از باشگاه‌هایی که در آن بازی کرده‌است می‌توان به باشگاه فوتبال تاوریا سیمفروپول اشاره کرد.